# Reverse repo

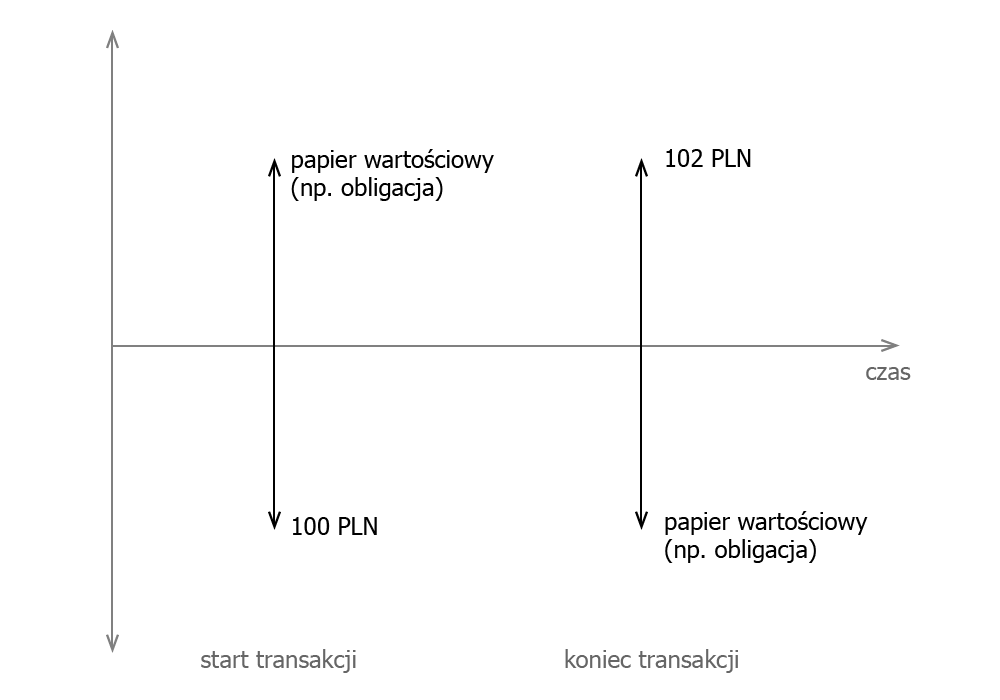
Schemat przepływów w transakcji reverse repo

Reverse repo (transakcja warunkowej sprzedaży, ang. reverse repurchase agreement) – transakcja finansowa polegająca na zakupie papieru wartościowego i jednoczesnym zobowiązaniu się do jego sprzedaży w ustalonej dacie w przyszłości. Transakcja reverse repo jest równoważna pożyczce udzielonej pod zastaw papierów wartościowych, a jej oprocentowanie jest zależne od różnicy cen sprzedaży i zakupu papierów wartościowych będących zabezpieczeniem pożyczki ustalonych w chwili zawierania transakcji.
Transakcja reverse repo jest transakcją odwrotną do transakcji repo.